# Oberösterreichische Nachrichten
 (mars 2023).
Si vous disposez d'ouvrages ou d'articles de référence ou si vous connaissez des sites web de qualité traitant du thème abordé ici, merci de compléter l'article en donnant les références utiles à sa vérifiabilité et en les liant à la section « Notes et références ».
Oberösterreichische Nachrichten (littéralement Nouvelles de la Haute-Autriche) est un journal quotidien régional autrichien.

## Histoire
Le journal est créé le 11 juin 1945 par les forces d'occupation américaines, cependant le premier numéro ne sort que le 8 octobre 1945. De six actionnaires, le président du conseil Alfred Maleta (de) devient l'unique propriétaire. En janvier 1954, le journal fusionne avec Tagespost qui paraît depuis 1865. La famille Wimmer, qui rassemble les descendants de Josef Wimmer (de), détient 76 % et Alfred Maleta 24 % des parts du nouveau journal qu'il revend en 1986. Par la suite, Rudolf Andreas Cuturi, un membre de la famille Wimmer, devient l'éditeur.

## Diffusion et audience
Le journal a une forte dimension régionale et se consacre principalement à cinq rubriques (politique, économie, sport, culture, pages locales). Les pages locales varient selon les régions de la Haute-Autriche. Il y a ainsi l'édition de Linz, Wels, Steyr, du Salzkammergut, du Innviertel et du Mühlviertel qui vont de trois à six pages d'informations locales dans l'édition du lundi au vendredi.
L'OÖN est une coopérative de l'Austria Presse Agentur.
Le 15 janvier 2009, paraît une association de l'OÖN avec Braunauer Warte am Inn, c'est-à-dire par exemple Rieder Volkszeitung ou Schärdinger Volkszeitung, afin de compenser la perte à la suite de l'appartition d'Oberösterreichische Rundschau (de) le dimanche.

## Source, notes et références
- (de) Cet article est partiellement ou en totalité issu de l’article de Wikipédia en allemand intitulé « Oberösterreichische Nachrichten » (voir la liste des auteurs).